# Castello di Trumau
Il castello di Trumau si trova nel comune austriaco di Trumau nel distretto di Baden, in Bassa Austria.

## Storia

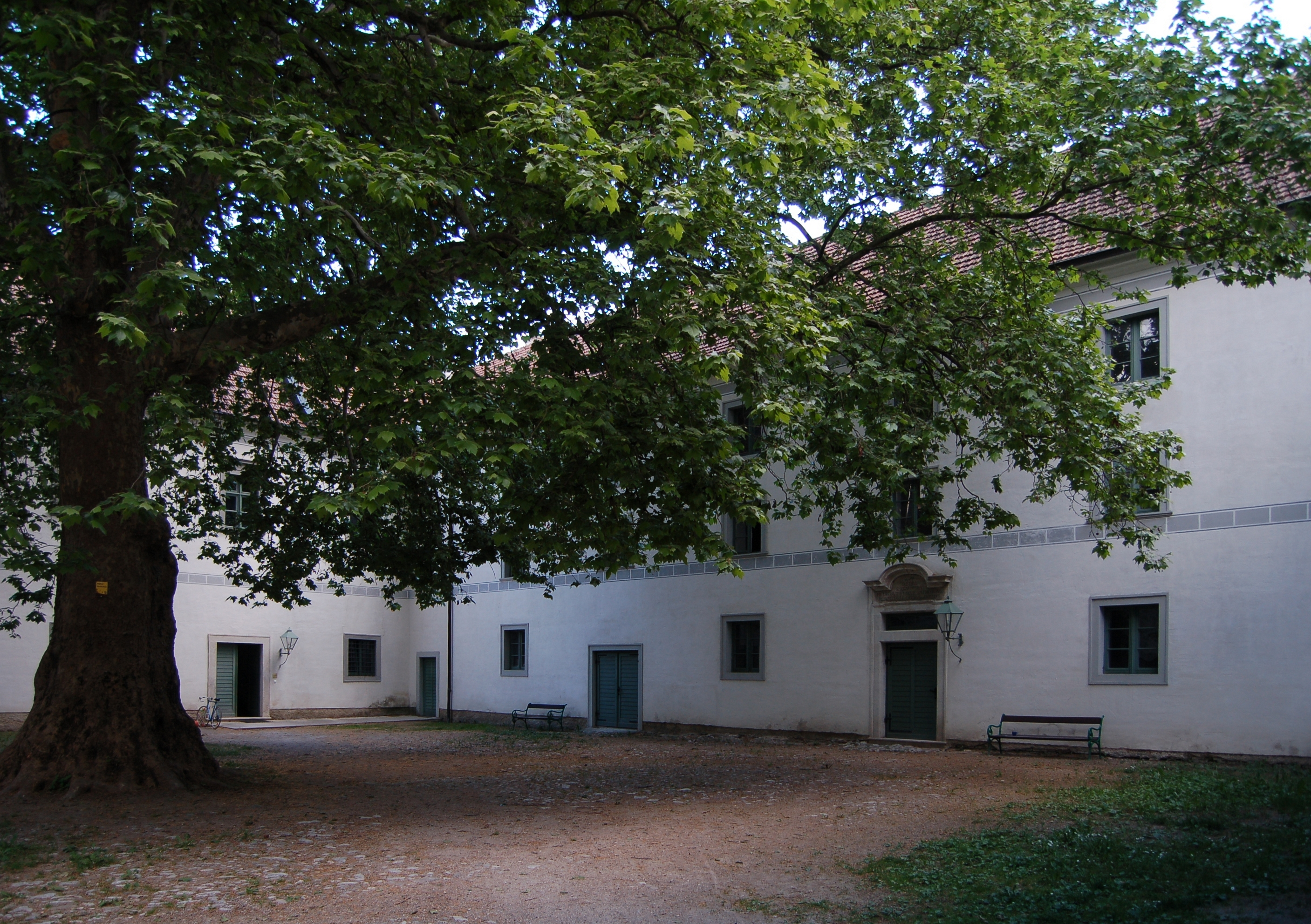
Un platano, considerato monumento naturale, accanto al castello

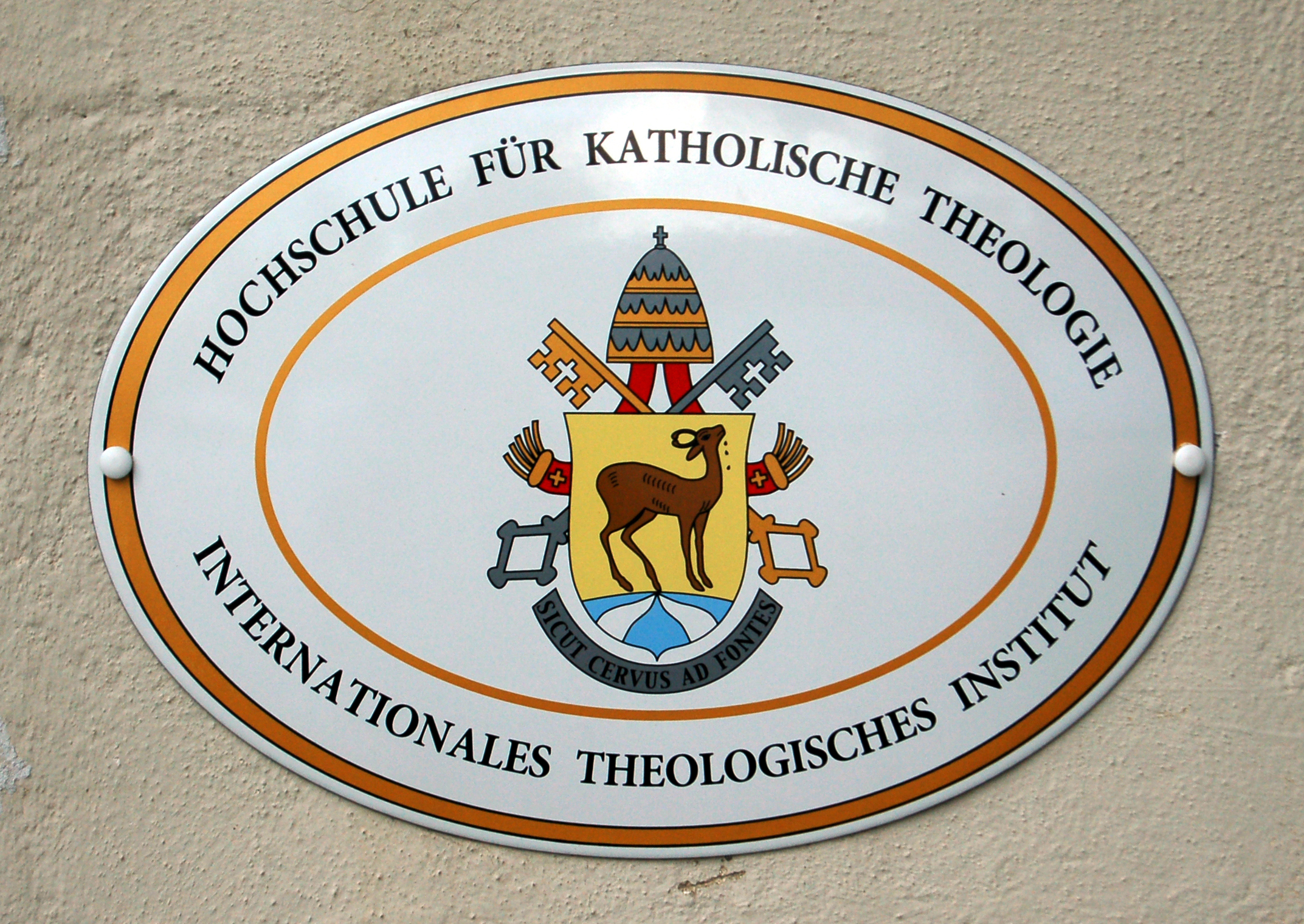
Targa all'esterno dell'ingresso del castello di Trumau che ospita l'Università di teologia cattolica

Il territorio di Trumau fu donata all'abbazia di Heiligenkreuz nel 1138 per permetterne l'autonomia economica. Divenne necessario in seguito fortificare l'area edificando la fortezza che, attorno, difendeva i campi agricoli e gli allevamenti. Nella fortezza venne costruito anche un mulino dai Cistercensi dell'abbazia e questa parte rappresenta ancora oggi la struttura più antica del castello, coi muri di fondazione della parte settentrionale del complesso. La proprietà è rimasta ai cistercensi per un lungo periodo con brevi interruzioni.

## Descrizione
Dal 2009 è sede del Katholische Hochschule ITI (Istituto Teologico Internazionale per gli Studi sul Matrimonio e la Famiglia).
Nel parco del castello sono presenti esemplari di platano di grandi dimensioni particolarmente noti uno dei quali è considerato monumento naturale.